# Шикула
Шикула (рум. Șicula) — село у повіті Арад в Румунії. Адміністративний центр комуни Шикула.
Село розташоване на відстані 404 км на північний захід від Бухареста, 45 км на північний схід від Арада, 145 км на захід від Клуж-Напоки, 85 км на північний схід від Тімішоари.

## Населення
За даними перепису населення 2002 року у селі проживали 2403 особи.
Національний склад населення села:
| Національність | Кількість осіб | Відсоток |
| -------------- | -------------- | -------- |
| румуни         | 2373           | 98,8%    |
| угорці         | 14             | 0,6%     |
| цигани         | 9              | 0,4%     |
| українці       | 5              | 0,2%     |

Рідною мовою назвали:
| Мова       | Кількість осіб | Відсоток |
| ---------- | -------------- | -------- |
| румунська  | 2387           | 99,3%    |
| угорська   | 10             | 0,4%     |
| українська | 5              | 0,2%     |